# Mohamed Azzouzi
Pour les articles homonymes, voir Azzouzi.
Mohamed Azzouzi, né le 18 juillet 1962 à Tanger (Maroc), est un homme politique belge bruxellois, membre du Parti socialiste (PS).

## Biographie et activités politiques
Mohamed Azzouzi est architecte de profession. Il est élu au Parlement de la Région de Bruxelles-Capitale depuis le 29 juin 1999, et en a été vice-président. Il en préside la Commission du Développement Territorial et participe à plusieurs autres commissions (Infrastructure, Logement, Affaires intérieures, Affaires économiques et de l'emploi, Affaires sociales). Depuis 2002, il siège au Parlement francophone bruxellois — une assemblée parlementaire composée des 72 élus francophones du Parlement régional bruxellois compétente notamment pour légiférer sur l'aide aux personnes, la santé, la formation professionnelle, la culture, le sport, et dont les décrets et règlements s'appliquent aux institutions publiques ou privées francophones de Bruxelles —, dont il préside la Commission de l'Enseignement, de la Formation, de la Culture, du Tourisme, du Sport et du Transport scolaire.
Il est en outre échevin de la commune de Saint-Josse-ten-Noode depuis 2006, chargé de la Jeunesse, l'Action sociale, la Famille et la Culture. 

## Polémiques
En 2013, trois employés communaux de Saint-Josse déposent chacun une plainte pour « harcèlement moral » contre Mohamed Azzouzi.  L'un d'entre eux fait état d'insulte proférée par l'échevin, ce que celui-ci dément. Un conflit plus large entre les élus et certains personnels recrutés par le conseil précédent est évoqué dans la presse. 
En 2014, pendant la campagne électorale qui voit sa réélection au parlement, une altercation est rapportée entre Mohamed Azzouzi et un autre candidat.
En 2016, trois élus de l'opposition locale font part à la presse de soupçons qu'ils nourrissent à son encontre quant à de supposés conflits d'intérêts entre sa profession d'architecte et ses fonctions d'échevin de l'Urbanisme. En février 2017 cette compétence est attribuée à l'échevin Mohammed Jabour. 
En mai 2017, quatre plaintes sont déposées contre Mohamed Azzouzi par des fonctionnaires de la commune pour des faits présumés de harcèlement et de menaces. Mohamed Azzouzi dément dans la presse les faits dont on l'accuse, arguant notamment que ses quatre accusateurs faisaient « l'objet d'une procédure disciplinaire initiée par leur hiérarchie, pour des faits mettant en cause la sécurité des enfants dont ils ont la charge » . En septembre 2017, un animateur sportif est licencié, et dépose une plainte contre l'échevin, en évoquant des « pressions politiques ».
En août 2018, la section locale du PS l'exclut de la liste du bourgmestre pour les élections communales 2018 , invoquant des menaces proférées contre des collègues et un taux d'absentéisme jugé trop élevé.

## Décoration
- Officier de l'ordre de Léopold (2014)[14].